# Sylvisorex lunaris
Sylvisorex lunaris är en däggdjursart som beskrevs av Thomas 1906. Sylvisorex lunaris ingår i släktet Sylvisorex och familjen näbbmöss. IUCN kategoriserar arten globalt som sårbar. Inga underarter finns listade i Catalogue of Life.
Arten förekommer i bergstrakter i östra Afrika i Burundi, östra Kongo-Kinshasa, Rwanda och Uganda. Den lever i regioner som ligger 1780 till 4500 meter över havet. Habitatet utgörs av fuktiga bergsskogar.